# Skye-Lee Armstrong
Pour les articles homonymes, voir Armstrong.
Skye-Lee Armstrong, née le 1er janvier 1987, est une coureuse cycliste australienne.

## Palmarès sur piste

### Championnats du monde
- Championnats du monde de cyclisme sur piste juniors 2004
  -  Médaillée de bronze du keirin
- Championnats du monde de cyclisme sur piste juniors 2005
  -  Championne du monde juniors du scratch

### Championnats d'Océanie
- 2007
  -  Médaillée d'or de la course aux points
  -  Médaillée de bronze du scratch

### Championnats nationaux
- 2007
  -  Championne d'Australie du scratch
- 2009
  -  Championne d'Australie du scratch
  -  Championne d'Australie de la poursuite par équipes
  - 2e de la course aux points